# Leuctra joani
Leuctra joani is een steenvlieg uit de familie naaldsteenvliegen (Leuctridae). De wetenschappelijke naam van de soort is voor het eerst geldig gepubliceerd in 1994 door Vinçon & Pardo.